# Long Tall Sally (EP)
Long Tall Sally è il quinto EP pubblicato dai Beatles, e il primo EP britannico a includere canzoni mai pubblicate prima su album o su singolo. Il disco venne pubblicato dalla Parlophone in versione mono con il numero di catalogo GEP 8913, il 19 giugno 1964.

## Brani
- Il brano Long Tall Sally è celebre sia per le frequenti inclusioni nei live della band (nell'ultimo live, a Candlestick Park, fu l'ultima canzone in scaletta), sia per l'esecuzione vocale di Paul McCartney. La versione originale è di Little Richard[2]. È inoltre inclusa nell'album The Beatles in Italy.
- I Call Your Name è l'unica canzone originale presente nell'EP. L'anno prima era stata "regalata" ad un altro gruppo di Brian Epstein, Billy J. Kramer and The Dakotas, e l'avevano piazzata in testa alle classifiche, ma l'esecuzione era stata disprezzata da Lennon. Inizialmente voleva farla apparire nella colonna sonora del film A Hard Day's Night, ma il regista rifiutò. Per il decennale della morte di Lennon, Ringo Starr incise una propria versione, ripresa anche in vari live[3]. È inoltre inclusa nell'album The Beatles in Italy.
- Slow Down è stata la prima delle tre canzoni di Larry Williams ad apparire su un disco dei Beatles (seguita da Dizzy Miss Lizzy e Bad Boy, rispettivamente in Help! e in A Collection of Beatles Oldies (But Goldies!)), ma l'esecuzione è negativa: George Martin non suona in certi punti e Ringo fa errori con la batteria[4]. È inoltre inclusa nell'album The Beatles in Italy.
- La canzone Matchbox è cantata da Ringo Starr; quando erano ad Amburgo, il suo predecessore Pete Best ne era il cantante. La canzone venne registrata il 1º luglio 1964 con la presenza di Carl Perkins, autore del brano. Starr l'avrebbe ripresa in seguito nei suoi live. Negli USA e in Canada venne pubblicata in un singolo, che riscontrò un buon successo[5]. È inoltre inclusa nell'album The Beatles in Italy.

## Copertina
La foto di copertina è opera del fotografo svedese Bosse Trenter che la scattò a Stoccolma il 25 ottobre 1963.

## Accoglienza
In Gran Bretagna il disco si classificò alla posizione numero 11 nella classifica dei singoli e alla posizione numero 1 nella classifica riservata espressamente agli EP.

## Formazione
- John Lennon: chitarra solista, chitarra ritmica e voce in Slow Down e I Call Your Name
- Paul McCartney: basso, voce in Long Tall Sally
- George Harrison: chitarra solista, chitarra ritmica in Matchbox
- Ringo Starr: batteria, campanaccio in I Call Your Name, voce in Matchbox
- George Martin: pianoforte in Slow Down e Matchbox

## Tracce
Lato A
1. Long Tall Sally (Johnson-Penniman-Blackwell) - 2:03
2. I Call Your Name (Lennon/McCartney) - 2:09

Lato B
1. Slow Down (Williams) - 2:56
2. Matchbox (Perkins) - 1:58

## Altre pubblicazioni
- Negli Stati Uniti, l'EP venne spezzettato in due album differenti, The Beatles' Second Album (Long Tall Sally e I Call Your Name) e Something New (Slow Down e Matchbox).
- Nel 1976, le quattro canzoni dell'EP furono incluse nell'album Rock 'n' Roll Music, una raccolta di 28 brani dei Beatles. Con la pubblicazione di quest'album, i brani furono pubblicati in formato stereo per la prima volta in Gran Bretagna.
- Nel 1978, le tracce furono incluse nell'LP Rarities, con tutte e quattro le canzoni dell'EP in versione mono. La versione USA di Rarities era differente e non comprendeva i brani dell'EP Long Tall Sally.[7]
- L'EP è stato inserito integralmente nel primo volume della raccolta Past Masters. Ancora una volta i brani furono pubblicati in formato stereo.
- L'EP è stato ristampato nel 1992 come parte del cofanetto in 15 CD Compact Disc EP Collection.
- Nel dicembre 2004, la Capitol Records pubblicò un cofanetto di 4 CD intitolato The Capitol Albums, Volume 1. Il box set include le ristampe dei primi quattro album dei Beatles in versione americana, per la prima volta in formato compact disc. Le canzoni Long Tall Sally e I Call Your Name sono sul secondo CD (The Beatles' Second Album), mentre Slow Down e Matchbox sul CD 3 (Something New).